# John Williams
John Towner Williams, ameriški skladatelj, dirigent in aranžer, * 8. februar 1932, New York, ZDA.
John Williams je eden najbolj razpoznavnih skladateljev filmske glasbe. Do danes je bil 45-krat nominiran za nagrado Oskar na področju izvirne kompozicije filmske glasbe. Po številu nominacij si skupaj s skladateljem Alfred Newmanom deli drugo mesto, takoj za Waltom Disneyem (59). Williams je sicer prejel 5 oskarjev. 
Najbolj je poznan po znamenitih veličastnih temah pri pustolovskih in fantazijskih filmih. Med temi lahko omenimo nekaj največjih filmskih hitov vseh časov, kot so Vojna zvezd, Superman, Žrelo, E.T. vesoljček, Indiana Jones, Jurski park in prvi trije filmi iz serije Harry Potter. Ameriški filmski inštitut je njegovo orkestralno temo za prvi film iz serije Vojna zvezd izbral za najboljšo filmsko kompozicijo vseh časov. 
V izjemni karieri je napisal tudi romantično obarvane kompozicije, kot so Schindlerjev seznam in Reševanje vojaka Ryana, napisal je tudi nekaj eksperimentalnih del. Tudi drugače lahko njegov opus opišemo kot neoromantičnega, zgledoval se je tudi po skladateljih iz zlate dobe Hollywooda. 

## Začetki ustvarjanja
Rodil se je v Floral Parku v New Yorku. Leta 1948 se je z družino preselil v Los Angeles v Kaliforniji, kjer se je vpisal na znamenito univerzo (UCLA). Kompozirati se je učil tudi zasebno pri Mariu Castelnuovo-Tedescu, ki je učil tudi Jerrya Goldsmitha, ki je kasneje tudi postal znan skladatelj filmske glasbe. Svoje prvo glasbeno delo, ki je bila sonata za klavir, je napisal pri 19. letu. Leta 1952 je bil vpoklican v vojsko, kjer je skladal in aranžiral glasbo za vojaške orkestre. Po odpustu 1954 se je vrnil v New York in odšel na eno najbolj znanih šol za glasbenike na svetu, Juilliard School. Medtem je delal študij iz klavirja in se preživljal kot džezovski pianist. Igral je s svetovno znanim skladateljem Henryem Mancinijem in celo sodeloval pri snemanju ene najbolj popularnih tem filmske glasbe, Peter Gunn. V zgodnjih 60. letih je sodeloval s priznanim pevcem Frankiejem Laineom. 

## Filmska zgodba
Kasneje se je vrnil v Los Angeles, kjer je začel delati v filmskih studijih. Tu je deloval z nekaterimi najboljšimi filmskimi glasbeniki vseh časov: Franzom Waxmanom, Bernardom Hermannom in Alfredom Newmanom. Začel je s kompoziranjem tem za televizijske serije. V zgodnjih 70. letih je počasi pridobival slavo s temami za visokoproračunske filme katastrofe Pozeidonova pustolovščina, Potres in Towering Inferno. Leta 1974 je spoznal takrat še neznanega režiserja Stevena Spielberga, za katerega je napisal glasbo za debitantski film Sugarland Express. Znova sta se združila kasneje za režiserjev naslednji film, Žrelo. Ta naveza se je kasneje obdržala vse do danes, tako da je Williams napisal glasbo za skoraj vse njegove filme. Spielberg je Williamsa seznanil s svojim prijateljem Georgem Lucasom, za katerega je nato napisal teme za filme iz serije Vojne zvezd. 
Za svoje delo je bil 45. nominiran za oskarja in od tega dobil 5 oskarjev za filme Žrelo, Vojna zvezd:Episoda IV, E.T. vesoljček, Schindlerjev seznam in Fiddler on the Roof. Dobil je tudi dva emmya, osemnajst grammyev in štiri zlate globuse. 

## Dirigiranje in drugo udejstvovanje
Vse od 1980 do 1993 je bil šef dirigentov v orkestru Boston pops. Zdaj dirigira tej zasedbi samo še občasno in gostuje z njo velikokrat po vsem svetu. Uradni zbor tega orkestra velikokrat uporabi za petje zborovske glasbe, uporabil ga je tudi za temo v Reševanju vojaka Ryana. Ob vsemu temu je še priznan pianist in slišimo ga lahko v raznih svetovno znanih delih, ko izvaja tudi solistične dele skladb. Napisal je mnogo koncertnih del, med drugim tudi simfonijo Koncert za klarinet, ki ga je solistično izvajala Michele Zukovsky skupaj z Los Angeles Philharmonic; koncert za čelo, ki ga je premierno izvajala priznana Yo-Yo Ma skupaj z Bostonskim simfoničnim orkestrom in še mnoge druge. Napisal je tudi teme za televizijsko postajo NBC in kar 4 uradne teme olimpijskih iger. Leta 1984 je napisal glavno temo olimpijskih iger v Los Angelesu, štiri leta kasneje je napisal kompozicijo Olimpijski duh za olimpijske igre v Seulu, leta 1996 je bila v Atlanti izvajana skladba »Summon the heroes« in v Salt Lake City je prispel s skladbo »Call of the champions«.
- München (2005)
- Spomini gejše (2005) zlati globus
- Vojna svetov (2005) grammy nominacija
- Vojna zvezd Epizoda III: Maščevanje sitha (2005) dve grammy nominaciji
- Terminal (2004)
- Harry Potter in jetnik iz Azkabana (2004) grammy nominacija
- Harry Potter in dvorana skrivnosti (2002) grammy nominacija
- Posebno poročilo (2002)
- Vojna zvezd Epizoda II: Napad klonov (2002)
- Ujemi me, če me moreš (2002)
- Harry Potter in kamen modrosti (2001) dve grammy nominaciji
- A.I.: Umetna inteligenca (2001) grammy nominacija
- Patriot (2000)
- Angelin pepel (1999) grammy
- Vojna zvezd Epizoda I: Grozeča prikazen (1999) grammy nominacija
- Reševanje vojaka Ryana (1998) grammy
- Amistad (1997) grammy nominacija
- Sedem let v Tibetu (1997)
- Schindlerjev seznam (1993) oskar in grammy
- Jurski park (1993)
- Oddaljena obzorja (1992)
- JFK (1991)
- Kapitan Kljuka (1991) grammy nominacija
- Sam doma (1990)
- Presumed Innocent (1990)
- Čarovnice iz Eastwicka (1987)
- Cesarstvo sonca (1987)
- Vojna zvezd Epizoda VI: Vrnitev jedija (1983)
- E.T. - vesoljček (1982) zlati globus
- Indiana Jones (1981) dvojni grammy
- Vojna zvezd Epizoda V: Imperij vrača udarec (1980) dvojni grammy
- Drakula (1979)
- Superman (1978) double grammy
- Vojna zvezd Epizoda IV: Novo upanje (1977) zlati globus
- Bližnja srečanja tretje vrste (1977)
- Family Plot (1976)
- Žrelo (1975) zlati globus
- Peklenska stolpnica (1974)
- The Paper Chase (1973)
- The Cowboys (1972)
- The Poseidon Adventure (1972)
- Images (1972)
- Jane Eyre (1970)
- A Guide for the Married Man (1967)
- John Goldfarb, Please Come Home! (1965)
- Daddy-O (1958)